# Monomorium anceps
Monomorium anceps är en myrart som beskrevs av Carlo Emery 1895. Monomorium anceps ingår i släktet Monomorium och familjen myror. Inga underarter finns listade i Catalogue of Life.